# Erika Yoshida
Erika Yoshida (吉田 恵里香 Yoshida Erika?, Prefectura de Kanagawa, 21 de noviembre de 1987) es una guionista y novelista japonesa.

## Biografía
Erika Yoshida nació el 21 de noviembre de 1987 en la Prefectura de Kanagawa. Se graduó en la Escuela Secundaria y Preparatoria de la Universidad Nihon y del Departamento de Literatura de la Facultad de Artes de la Universidad Nihon. Pertenece a la agencia Queen-B, de la que forma parte desde que estaba en la universidad.
Su primer trabajo como guionista fue en la serie de anime Tiger & Bunny en 2011, en los episodios 15 y 23.

### Influencias
Menciona a Kiyoshi Okada, Yuji Sakamoto y Aya Watanabe como guionistas a los que respeta especialmente, y también ha sido influenciada por los guiones y obras de Kuniko Mukoda y Hiromi Kawakami.

## Trabajos

### Anime

#### Series de televisión
| Año  | Anime                                            | Estudio                             | Funciones                                               | Refs.                |
| ---- | ------------------------------------------------ | ----------------------------------- | ------------------------------------------------------- | -------------------- |
| 2011 | Tiger & Bunny                                    | Sunrise                             | Guionista (#15, 23)                                     | [ 6 ]                |
| 2015 | Lupin the 3rd Part IV: The Italian Adventure     | Telecom Animation Film              | Guionista (#5, 10, 16, 20, 22)                          | [ 7 ]                |
| 2016 | Tōken Ranbu: Hanamaru                            | Doga Kobo                           | Guionista (#10)                                         | [ 8 ]                |
| 2016 | Trickster: Edogawa Ranpo "Shōnen Tanteidan" yori | TMS Entertainment Shin-Ei Animation | Composición de la serie Guionista (#1-14, 16-24)        | [ 9 ]                |
| 2018 | Double Decker! Doug & Kirill                     | Sunrise                             | Guionista (#15, 23)                                     | [ 10 ]               |
| 2019 | Namu Amida Butsu! Rendai Utena                   | Asahi Production                    | Composición de la serie Guionista (#1-2, 5-7, 9, 11-12) | [ 11 ]               |
| 2020 | Kami no Tō                                       | Telecom Animation Film              | Composición de la serie Guionista (#1-13)               | [ 12 ] [ 13 ]        |
| 2022 | Bocchi the Rock!                                 | CloverWorks                         | Composición de la serie Guionista (#1-12)               | [ 14 ]               |
| 2024 | Kami no Tō: Ōji no Kikan                         | The Answer Studio                   | Composición de la serie Guionista (#1-3, 5)             | [ 15 ] [ 16 ] [ 17 ] |
| 2024 | Kami no Tō: Kōbō-sen                             | The Answer Studio                   | Composición de la serie Guionista (#15, 26)             | [ 18 ]               |
| 2025 | Maebashi Witches                                 | Sunrise                             | Composición de la serie Guionista (#1-12)               | [ 19 ]               |
| —    | Bocchi the Rock! 2nd Season                      | CloverWorks                         | Composición de la serie                                 | [ 20 ]               |

#### Películas
| Año  | Anime                       | Estudio      | Funciones                         | Refs.  |
| ---- | --------------------------- | ------------ | --------------------------------- | ------ |
| 2020 | Omoi, Omoware, Furi, Furare | A-1 Pictures | Guionista                         | [ 21 ] |
| 2024 | Bocchi the Rock! Movie      | CloverWorks  | Composición de la serie Guionista | [ 22 ] |

#### ONAs
| Año  | Anime           | Estudio               | Funciones                                | Refs.  |
| ---- | --------------- | --------------------- | ---------------------------------------- | ------ |
| 2021 | Artiswitch      | Sunrise               | Composición de la serie Guionista (#1-6) | [ 23 ] |
| 2022 | Tiger & Bunny 2 | Bandai Namco Pictures | Guionista (#17, 20)                      | [ 24 ] |

#### OVAs
| Año  | Anime                                                | Estudio                             | Funciones                                | Refs.  |
| ---- | ---------------------------------------------------- | ----------------------------------- | ---------------------------------------- | ------ |
| 2016 | Trickster: Edogawa Ranpo "Shōnen Tanteidan" yori OVA | TMS Entertainment Shin-Ei Animation | Composición de la serie Guionista (#1-2) | [ 25 ] |

### Acción real

#### Películas
- Heroin Shikkaku (2015)[1][4]
- Nōshō Sakuretsu Girl (2015)[1][4]
- Koi to Uso (2017)[1][4]
- Revenge Girl (2017)[1][4]
- Leon (2018)[1][4]
- Even: Kimi ni Okuru Uta (2018)[1][4]
- Sensei Kunshu (2018)[1][4]
- Oz Land (2018)[1][4]
- Omoi, Omoware, Furi, Furare (2020)[1][4]
- XxxHolic (2022)[1][4]

#### Series de televisión
- Dansui! (2017)[1][4]
- Hana Nochi Hare: Hanadan Next Season (2018)[1][4]
- Heaven?: Gokuraku Restaurant (2019)[1][4]
- Sanjūsai Made Dōtei da to Mahōtsukai ni Nareru Rashii (2020)[1][4]
- Black Cinderella (2021)[1][4]
- A Devil and Her Love Song (2021)[1][4]
- Koisenu Futari (2022)[1][4]
- Zenryoku! Kurīnāzu (2022)[1][4]
- Kimi no Hana ni Naru (2022)[1][4]
- Tora ni Tsubasa (2024)[1][4]

### Manga
- Tiger & Bunny The Comic (ilustrado por Hiroshi Ueda; 2011–2016)[1]
- Nōshō Sakuretsu Girl (ilustrado por Kudan Nazuka; 2015–2016)[1]
- Okaeri (ilustrado por Masakazu Katsura; one-shot; 2020)[1][26]
- Tiger & Bunny 2 The Comic (ilustrado por Hiroshi Ueda; 2022–presente)[1][27]

### Novelas ligeras
- Nōshō Sakuretsu Girl (ilustrada por Chatsubo; 2013–presente)[1]

## Premios
| Año  | Premio                               | Categoría            | Obra             | Resultado | Refs.                |
| ---- | ------------------------------------ | -------------------- | ---------------- | --------- | -------------------- |
| 2021 | 40.º edición Kuniko Mukōda Award     | —                    | Koisenu Futari   | Ganadora  | [ 28 ]               |
| 2022 | 9.ª edición Anime of the Year (AOTY) | Mejor Guion Adaptado | Bocchi the Rock! | Ganadora  | [ 29 ] [ 30 ] [ 31 ] |